# 문묘 (하노이)
문묘(Văn Miếu, 文廟)는 베트남 하노이 동다군에 있는 건축물이다.

## 개요
공자의 위패를 모시기 위해 1070년에 세워졌으며, 1076년에는 베트남 최초의 대학으로 유학자를 양성하였다. 경내는 벽을 경계로 모두 다섯 곳으로 나뉘어 있는데, 가운데 문은 왕만이 출입했고, 좌우측 출입로는 일반인들이 출입했다. 경내 좌우에는 거북 머리 대좌를 한 82개의 진사제명비가 있고, 여기에는 1442년~1787년간 과거에 합격한 사람의 명단이 새겨져 있다.
특히 정문에서 들어가면 1805년에 건축된 규문각(Khuê Văn Các, 奎文閣)이 있는데 옛날에 유학자들이 규문각에 올라가 시문 창작, 담론 또는 향유 활동을 하였는데 현재 규문각은 1000여 년의 문화 역사를 담겨있는 하노이시의 상징이며 베트남 사람의 호학정신을 상징하는 건축물이다.

## 같이 보기
- 공자